# Sent Prist de Sauviac
Sent Priéch Paluç (en francès Saint-Priest-Palus) és una localitat i comuna de França, a la regió de la Nova Aquitània, departament de la Cruesa.
La seva població al cens de 1999 era de 40 habitants. Està integrada a la Communauté de communes de Bourganeuf-Royère-de-Vassivière.

## Demografia
| 1968 | 1975 | 1982 | 1990 | 1999 |
| ---- | ---- | ---- | ---- | ---- |
| 94   | 72   | 71   | 58   | 40   |

## Administració
| Període | Identitat           | Partit |
| ------- | ------------------- | ------ |
| 2001    | Georges Cousseiroux |        |